# L'Affaire Clémenceau
Pour plus de détails, voir Fiche technique et Distribution.
L'Affaire Clémenceau (Il processo Clémenceau) est un long-métrage muet dramatique italien réalisé par Alfredo De Antoni (it) et sorti en 1917. Il s'agit d'une adaptation au cinéma du roman L'Affaire Clemenceau, Mémoire de l'accusé (1866) d'Alexandre Dumas (fils).
Divisé en deux épisodes, Iza bambina (1079 mètres) et Iza Donna (1354 mètres), le film a été restauré en 1993 par la Cinémathèque de Bologne.
Ce film, avec le personnage du jeune Pierre Clémenceau, marque les débuts d'acteur au cinéma de Vittorio De Sica, alors âgé de 16 ans.

## Fiche technique
- Titre français : L'Affaire Clémenceau[2]
- Titre original italien : Il processo Clémenceau[3]
- Réalisateur : Alfredo De Antoni (it)
- Scénario : Alfredo De Antoni (it) et Giuseppe Paolo Pacchierotti d'après L'Affaire Clemenceau, Mémoire de l'accusé (1866) d'Alexandre Dumas (fils)
- Photographie : Alberto G. Carta
- Décors : Alfredo Manzi (it)
- Société de production : Caesar Film (it)
- Pays de production :  Royaume d'Italie
- Format : Noir et blanc - 1,33:1 - muet - 35 mm
- Durée : 2433 mètres (91 min approx.)
- Genre : Drame
- Dates de sortie :
  - Espagne : 28 septembre 1917

## Distribution
- Francesca Bertini : Iza
- Gustavo Serena : Pierre Clémenceau
- Alfredo De Antoni : Constantin
- Lido Manetti : Sergio
- Nella Montagna : Matilde
- Vittorio De Sica : Pierre Clémenceau
- Gina Cinquini
- Antonio Cruicchi